# 永田えり子
永田 えり子（ながた えりこ、1958年 - ）は、日本の社会学者。滋賀大学名誉教授。理論社会学、数理社会学専攻。道徳を根拠に性の商品化を否定した『道徳派フェミニスト宣言』で知られる。本姓は志田。

## 略歴
- 1958年 東京都生まれ。
- 1976年 東京都立国立高等学校卒業[4]
- 1981年 慶應義塾大学経済学部卒業。
- 1987年 慶應義塾大学社会学研究科博士課程単位取得退学。
- 1988年 東京女子大学現代文化学部助手[4]
- 1992年 東京工業大学大学院社会理工研究科助手。
- 1997年 滋賀大学経済学部助教授。
- 1999年 滋賀大学経済学部教授。
- 2023年 滋賀大学名誉教授[1][4]

## 著書
- 『道徳派フェミニスト宣言』　勁草書房、1997年